# Матышевка
Матышевка (укр. Матишівка) — село, относится к Раздельнянскому району Одесской области Украины. В нескольких км к юго-западу от ж.-д. станции Раздельная.
Население — 71 (1896), 103 (1906), 104 (1916), 101 (1926), 273 (1943). Население по переписи 2001 года составляло 253 человека. Почтовый индекс — 67400. Телефонный код — 4853. Занимает площадь 0,561 км². Код КОАТУУ — 5123982604.

## История
До 1917 года — Ней-Блюменфельд (нем. Neu-Blumenfeld), село Понятовской/Розальевской волости Тираспольского уезда Херсонской губернии. Католический приход Страсбург. С 1924 года согласно решению ВУЦИК и СНК УССР от 4 октября 1924 года к северо-западу от Одессы был образован Манхеймский район, в состав которого вошло село. В 1926 году Манхеймский район переименован в Фридрих-Энгельсовский немецкий район (нем. Deutscher rayon Friedrich-Engels), который в 1931 году переименован в Зельцский район. С 1939 года — часть Раздельнянского района.
В 1947 году хутор относился к Октябрьскому сельскому совету, куда входили: село Амвросиево и хутора Бурдовый, Матышевка, Владимировка, Тамаровка.

## Местный совет
67432, Одесская обл., Раздельнянский р-н, с. Каменка.